# Georg Philipp Rugendas (II)
Georg Philipp Rugendas, genannt der Jüngere (* 7. September 1701 in Augsburg; † 25. Juli 1774 ebenda) war ein deutscher Maler und Stecher aus Augsburg. Er stammte aus der Augsburger Künstlerfamilie Rugendas und war Sohn des Georg Philipp Rugendas.
Rugendas der Jüngere wurde 1701 in Augsburg geboren. In den Jahren 1714/1715 begann er eine künstlerische Ausbildung in der Werkstatt seines Vaters. 1722 hielt er sich nachweisbar zu Studienzwecken in Wien auf und im nächsten Jahr in Venedig. Im Jahr 1728 heiratete er. Aus dieser Ehe stammte sein Sohn Johann Lorenz Rugendas.
Sein ganzes Schaffen folgt bis auf ein Bild aus dem Jahre 1740, das durch Eigenständigkeit hervorsticht, sehr stark dem Werk seines Vaters. Sein zeichnerisches Werk ist umfangreich, aber wenig qualitativ. Zumeist benutzte er Vorlagen seines Vaters. Ein großer Teil seiner Arbeiten sind Darstellungen von sitzenden oder ruhenden Tieren. Von seiner Jugendzeit bis zu seinen späten Jahren ist kaum eine Steigerung der künstlerischen Qualität zu erkennen. Aber es ändern sich die Motive hin zu exotischen Tieren. Oft fehlen bei seinen Darstellungen Räumlichkeit und plastische Wirkung. 